# Oileus rimator
Oileus rimator là một loài bọ cánh cứng trong họ Passalidae.